# Motivsuche
Motivsuche ist ein Spielfilm der DEFA von Dietmar Hochmuth aus dem Jahr 1990.

## Handlung
Berlin 1989: Rüdiger Stein ist ein Regisseur Ende dreißig und hat bisher nur Dokumentarfilme für die DEFA über ältere, bedeutende Personen gedreht. Seit  acht Jahren lebt er mit seiner Lebensgefährtin Christa zusammen, hat mit ihr zwei Kinder und eine schöne Wohnung. Nur mit seinen bisher gedrehten Filmen ist er unzufrieden. Er möchte endlich einmal einen „richtigen“ Film drehen.
Da lernt er auf dem Jugendamt den 17-jährigen Klaus kennen, der bei seinem alkoholabhängigen Vater lebt und eine eigene Wohnung möchte. Als dieser der Bearbeiterin von seiner gleichaltrigen Freundin erzählt, die von ihm ein Kind erwartet, sieht er darin den Stoff für seinen Film. Manuela wohnt bei ihrer Mutter und weiß nicht wer ihr Vater ist, aber das weiß ihre Mutter wahrscheinlich auch nicht. Alles ist abgesprochen zwischen den Beteiligten, sogar der Vorgesetzte Gerd von der DEFA hat nach langem Zögern zugestimmt und die Dreharbeiten können beginnen. Nur Klaus und Manuela haben sich zwischenzeitlich zerstritten und somit kann der Film nicht gedreht werden. Nun muss also Rüdiger doch wieder einen Film über einen schon längst Toten, über Philipp Melanchthon, drehen.
Als der Vater von Klaus plötzlich stirbt, soll Rüdiger sein Vormund werden, da dieser noch nicht achtzehn Jahre alt ist. Rüdiger stimmt zu und hat jetzt sehr wenig Zeit für seine Familie. Doch er sieht wieder die Möglichkeit, sein Filmprojekt zu verwirklichen. Auch kann er Manuela davon überzeugen,  zu Klaus zu ziehen. Nur mit den Dreharbeiten, die er jetzt ohne Genehmigung seines Chefs durchführen muss, gibt es immer wieder Probleme, so zum Beispiel auch mit der Maurerbrigade von Klaus. Um die Geburt von Manuelas Kind zu filmen, einer der wichtigsten Szenen seiner Dokumentation, dringt er mit Hilfe einer befreundeten Ärztin in den Kreißsaal ein. Bei den Aufnahmen kippt der Kameramann um, weil Manuela eine Spritze bekommt und die Dreharbeiten müssen abgebrochen werden, denn die Hebamme will in Ruhe das Baby zur Welt bringen.
Inzwischen gibt es auch Probleme zwischen Rüdiger und Christa. Als er ihr erzählt, dass er eine Geschlechtskrankheit hat, gibt sie auch gleich zu, dass sie fremdgegangen ist. Im Ergebnis dieser Aussprache setzt sie ihn vor die Tür, denn er hat sie ja die ganze Zeit allein gelassen. Nun schläft er im Auto und anschließend bei seinem Opa im Altenheim, dessen zweites Bett im Zimmer zu der Zeit nicht belegt war. Da er inzwischen auch bei seiner Filmfirma gekündigt hat, führt er mit seinem Opa ein Tonbandinterview, welches er dem Rundfunk verkaufen will. Aber auch Klaus und Manuela haben sich wieder getrennt, denn sie hat einen Neuen. Nun kann Rüdiger bei Klaus schlafen. Da er Geld verdienen muss, wird er mit Hilfe von Manuelas Mutter auf einem Ausflugsschiff als Kellner angestellt. Diesen Posten hat er aber nur bekommen, da alle dachten, er wolle auf diesem Weg für seinen nächsten Film recherchieren.

## Produktion
Die Außenaufnahmen fanden vor allem in Berlin-Mitte statt, unter anderem rund um den Gendarmenmarkt, Tucholskystraße, Auguststraße, Saalbau Friedrichshain und auf dem Marktplatz Wittenberg.
Motivsuche wurde vom DEFA-Studio für Spielfilme (Künstlerischen Arbeitsgruppe „Johannisthal“) auf ORWO-Color gedreht und hatte am 7. Juni 1990 im Berliner Kino International Premiere. Die Fernseherstausstrahlung fand am 26. Januar 1995 im ORB statt.

## Kritik
Das Lexikon des internationalen Films schrieb, dass dies ein Problemfilm ist, der das Thema Kunst und Wahrheit ironisch zu fassen versucht, aber an seiner mangelnden dramaturgischen Dichte scheitert.

## Auszeichnungen
- 1990: 11. Filmfestival Max Ophüls Preis, Saarbrücken: Förderpreis
- 1990: 6. Nationales Spielfilmfestival der DDR, Berlin: Findlingspreis
- 1990: Preis des Interessenverbandes Filmkommunikation e. V.
- 1991: Akademie der Künste (Berlin): Förderpreis